# Lista de lançamentos Walt Disney e Buena Vista
Os Lançamentos da Walt Disney e da Buena Vista começaram desde 1986 no Brasil pela qualidade Abril Vídeo (1983-1999), fazendo parte da Touchstone Pictures e da Hollywood Pictures. No 1986 no Brasil, começaram com os lançamentos da Walt Disney Home Video incluindo Walt Disney Cartoon Classics, Walt Disney Live-Action films e os Clássicos Walt Disney (começando com A Bela Adormecida em 1988, A Dama e o Vagabundo e Bernardo e Bianca em 1989, Dumbo e Mary Poppins em 1990 que eram lançados pela Walt Disney Home Video). Em 1990 no Brasil lança a Video Collection Walt Disney desde 1990 e 1994 e da coleção Disney Videos em 1994 até 1999.
Em 1999, a Abril Vídeo teve como um de seus últimos lançamentos "Poderoso Joe" e "Operação Cupido", ambos lançados em junho e julho de 1999, respectivamente. Apesar das promessas, ela cancelou o lançamento de Mulan e "O Rei Leão 2 - O Orgulho de Simba". Ambos foram posteriormente foi lançados em julho de 1999, agora sob a distribuição da recém-criada filial brasileira da Buena Vista Home Entertainment, sendo que "O Rei Leão 2", teve seu subtítulo renomeado para "O Reino de Simba". Desde então, a Buena Vista torna-se responsável por este e outros mais lançamentos serão em 1999 e 2001, assim como o processo de produção dos comerciais de dos conteúdos audiovisuais em território brasileiro. Em 2000 é lançado no Brasil o Disney DVD, inicialmente com os lançamentos mais antigos. As subsidiárias que compõem a Buena Vista (Touchstone, Hollywood Pictures, Dimension/Miramax) começam a ter seus títulos distribuídos em mídia física, em parceria com a Videolar. Entretanto, parte do acervo da Dimension e da Miramax foi lançado sob a distribuição da América Vídeo/Grupo Paris Filmes entre 2000 e 2001, e depois, pela Imagem Filmes a partir de 2001 em diante.
Em 2001, a Disney Vídeos passa por uma fase de transição até a chegada da Walt Disney Home Entertainment no ano de 2002. Nesse ano, houve o lançamento Branca de Neve e o Sete Anões (lançado novamente em VHS e pela primeira vez em DVD), o resto dos lançamentos VHS Disney finalizam em 2006, sendo a animação O Galinho Chicken Little a última fita lançada. Depois disso todos os lançamentos serão lançados somente em DVD entre 2006 e 2007. Em 2007 a WDHE passa a ser a Walt Disney Studios Home Entertainment. A fase começa apostando na modernidade, com a criação Disney Blu-ray (Magia em Alta Definição), em que os lançamentos da Disney Blu-ray podem ser em Alta Definição para toda família. Os primeiros títulos foram lançados no Brasil a partir de 2008 em diante, ainda que alguns deles cheguem a ter menus em inglês, inclusive em títulos da Touchstone, como filmes antigos dos anos 80 e 90. Desenhos clássicos da Disney foram lançados, como A Bela Adormecida em Blu-ray. No ano seguinte, em 2009, dois projetos foram lançados em Blu-ray e DVD: Pinóquio, sendo relançado em DVD com 2 Discos (sendo o último lançamento da Coleção Platinum de Disney), e a primeira tiragem em Blu-ray de Branca de Neve e os Sete Anões, também relançado em DVD com 2-Discos (neste, aparecem os mesmos bônus especiais do DVD de 2001, agora através da Coleção Diamante de Disney).
Com a Disney como proprietária da Marvel Studios e, desde 2014/15, da Lucasfilm (da franquia Star Wars) assim como a distribuição de boa parte dos filmes da Miramax pela Lionsgate, a Imagem Filmes é a atual detentora dos direitos de distribuição no território brasileiro. Desde 2016, os títulos da Disney/Buena Vista são lançados sob a licença da Cinecolor do Brasil.

## Walt Disney Home Video

### Clássicos Walt Disney
| Filme                                   | Ano  | Lançamentos VHS                                                 |
| --------------------------------------- | ---- | --------------------------------------------------------------- |
| Branca de Neve e os Sete Anões          | 1937 | 7 de Novembro de 1994                                           |
| Pinóquio                                | 1940 | 5 de Julho de 1993                                              |
| Fantasia                                | 1940 | 10 de Janeiro de 1992                                           |
| Dumbo                                   | 1941 | 15 de Julho de 1988 3 de Setembro de 1998                       |
| Bambi                                   | 1942 | 29 de Março de 1994                                             |
| Cinderela                               | 1950 | 15 de Setembro de 1992                                          |
| Alice no País das Maravilhas            | 1951 | 2 de Março de 1993                                              |
| Peter Pan                               | 1953 | 4 de Março de 1993 10 de Julho de 1998                          |
| A Dama e o Vagabundo                    | 1955 | Fevereiro de 1990 9 de Abril de 1991 18 de Novembro de 1997     |
| A Bela Adormecida                       | 1959 | 4 de Maio de 1989 21 de Agosto de 1990 19 de Novembro de 1996   |
| 101 Dálmatas                            | 1961 | 5 de Maio de 1996                                               |
| A Espada Era a Lei                      | 1963 | 22 de Novembro de 1993                                          |
| Mogli - O Menino Lobo                   | 1967 | 28 de Setembro de 1995                                          |
| Aristogatas                             | 1970 | 7 de Abril de 1997                                              |
| Robin Hood                              | 1973 | 10 de Março de 1992 2 de Abril de 1997                          |
| Bernardo e Bianca                       | 1977 | 22 de Outubro de 1990 5 de Março de 1992 3 de Fevereiro de 1998 |
| O Cão e a Raposa                        | 1981 | 12 de Março de 1996                                             |
| O Caldeirão Mágico                      | 1985 | 17 de Novembro de 1998                                          |
| As Peripécias do Ratinho Detetive       | 1986 | 11 de Setembro de 1993                                          |
| Oliver e Sua Turma                      | 1988 | 5 de Fevereiro de 1990 11 de Novembro de 1997                   |
| A Pequena Sereia                        | 1989 | 8 de Agosto de 1991 10 de Julho de 1998                         |
| Bernardo e Bianca na Terra dos Cangurus | 1990 | 15 de Julho de 1992 10 de Julho de 1998                         |
| A Bela e a Fera                         | 1991 | 11 de Setembro de 1993                                          |
| Aladdin                                 | 1992 | 21 de Junho de 1994                                             |
| O Rei Leão                              | 1994 | 11 de Abril de 1995                                             |
| Pocahontas                              | 1995 | 10 de Abril de 1996                                             |
| O Corcunda de Notre Dame                | 1996 | 9 de Maio de 1997                                               |
| Hércules                                | 1997 | 10 de Abril de 1998                                             |

## Edição Limitada
A Edição Limitada foram lançadas no ano de 2000 no Brasil, trazendo cerca de 8 edições em DVD.
| # | Filme                                  | Ano  | Lançamento em DVD |
| - | -------------------------------------- | ---- | ----------------- |
| 1 | Peter Pan                              | 1953 | 2000              |
| 2 | 101 Dálmatas                           | 1961 | 2000              |
| 3 | A Pequena Sereia                       | 1989 | 2000              |
| 4 | Mogli - O Menino Lobo                  | 1967 | 2000              |
| 5 | Pinóquio                               | 1940 | 2000              |
| 6 | A Dama e o Vagabundo                   | 1955 | 2000              |
| 7 | O Rei Leão 2: O Reino de Simba         | 1998 | 2000              |
| 8 | A Pequena Sereia: O Retorno para o Mar | 2000 | 2000              |

## Edição Musical Limitada
Um livreto com todas as canções dos filmes em português acompanhava a embalagem dos DVDs da Edição Musical Limitada.
| # | Filme      | Ano  | Lançamento em DVD  |
| - | ---------- | ---- | ------------------ |
| 1 | Aladdin    | 1992 | 13 de maio de 2009 |
| 2 | Mulan      | 1998 | 13 de maio de 2009 |
| 3 | Pocahontas | 1995 | 13 de maio de 2009 |

## Coleção Conte Um Conto
Na edição Conte Um Conto, vem o DVD em uma lata junto com um livro de história ilustrado. Foram lançados filmes clássicos da Disney e filmes da Disney Pixar.
1. Cinderela (1 de agosto de 2007)[3]
2. Peter Pan (1 de agosto de 2007)[3]
3. Dumbo (1 de agosto de 2007)[3]
4. Mogli - O Menino Lobo[4]
5. A Pequena Sereia[4]
6. 101 Dálmatas[4]
7. Procurando Nemo (Dezembro de 2007)[5]
8. Toy Story (Dezembro de 2007)[5]
9. Monstros S.A. (Dezembro de 2007)[5]
10. A Bela Adormecida (10 de Junho de 2009)[4][6]
11. Tinker Bell (10 de Junho de 2009)[4][6]
12. Wall-E (10 de Junho de 2009)[4][6]
13. Carros (10 de Junho de 2009)[4][6]

## Coleção Disney Princesas

### Edição Livraria Saraiva
1. Valente
2. Cinderela
3. A Pequena Sereia
4. Enrolados

### Volume 1
1. Branca de Neve e os Sete Anões
2. Cinderela
3. A Bela e a Fera
4. Enrolados
5. A Princesa e o Sapo

### Volume 2
1. A Pequena Sereia
2. A Bela Adormecida
3. Aladdin
4. Pocahontas
5. Mulan

## Edição Platinum
| #  | Filme                          | Ano  | Lançamento em DVD       | Lançamento em VHS      | Lançamento em Blu-ray | Fim das vendas        |
| -- | ------------------------------ | ---- | ----------------------- | ---------------------- | --------------------- | --------------------- |
| 1  | Branca de Neve e os Sete Anões | 1937 | 9 de Outubro de 2001    | 27 de Novembro de 2001 | —                     | 31 de Janeiro de 2002 |
| 2  | A Bela e a Fera                | 1991 | 8 de Outubro de 2002    | 8 de Outubro de 2002   | —                     | 31 de Janeiro de 2003 |
| 3  | O Rei Leão                     | 1994 | 7 de Outubro de 2003    | 7 de Outubro de 2003   | —                     | 31 de Janeiro de 2005 |
| 4  | Aladdin                        | 1992 | 5 de Outubro de 2004    | 5 de Outubro de 2004   | —                     | 31 de Janeiro de 2008 |
| 5  | Bambi                          | 1942 | 1 de Março de 2005      | 1 de Março de 2005     | —                     | 31 de Janeiro de 2007 |
| 6  | Cinderella                     | 1950 | 4 de Outubro de 2005    | 4 de Outubro de 2005   | —                     | 31 de Janeiro de 2008 |
| 7  | A Dama e o Vagabundo           | 1955 | 28 de Fevereiro de 2006 | —                      | —                     | 31 de Janeiro de 2010 |
| 8  | A Pequena Sereia               | 1989 | 3 de Outubro de 2006    | —                      | —                     | 31 de Janeiro de 2010 |
| 9  | Peter Pan                      | 1953 | 6 de Março de 2007      | —                      | —                     | 31 de Janeiro de 2010 |
| 10 | Mogli - O Menino Lobo          | 1967 | 2 de Outubro de 2007    | —                      | —                     | 31 de Janeiro de 2010 |
| 11 | 101 Dálmatas                   | 1961 | 4 de Março de 2008      | —                      | —                     | 31 de Janeiro de 2010 |
| 12 | A Bela Adormecida              | 1959 | 7 de Outubro de 2008    | —                      | 7 de Outubro de 2008  | 31 de Janeiro de 2010 |
| 13 | Pinóquio                       | 1940 | 10 de Março de 2009     | —                      | 10 de Março de 2009   | 15 de Março de 2011   |

## Edição Diamante

### Lançamentos em Edição Diamante
| #  | Filme                          | Ano  | Blu-ray                 | Blu-ray 3D           | DVD                     | Download digital        | Fim das vendas      |
| -- | ------------------------------ | ---- | ----------------------- | -------------------- | ----------------------- | ----------------------- | ------------------- |
| 1  | Branca de Neve e os Sete Anões | 1937 | 6 de outubro de 2009    | —                    | 24 de novembro de 2009  | 6 de outubro de 2009    | 30 de abril de 2011 |
| 2  | A Bela e a Fera                | 1991 | 5 de outubro de 2010    | 4 de outubro de 2011 | 23 de novembro de 2010  | 5 de outubro de 2010    | 30 de abril de 2012 |
| 3  | Bambi                          | 1942 | 1 de março de 2011      | —                    | 19 de abril de 2011     | 1 de março de 2011      | 1 de maio de 2017   |
| 4  | O Rei Leão                     | 1994 | 4 de outubro de 2011    | 4 de outubro de 2011 | 15 de novembro de 2011  | 4 de outubro de 2011    | 30 de abril de 2013 |
| 5  | A Dama e o Vagabundo           | 1955 | 7 de fevereiro de 2012  | —                    | 30 de março de 2012     | 7 de fevereiro de 2012  | 30 de abril de 2013 |
| 6  | Cinderela                      | 1950 | 2 de outubro de 2012    | —                    | 20 de novembro de 2012  | 2 de outubro de 2012    | 1 de maio de 2017   |
| 7  | Peter Pan                      | 1953 | 5 de fevereiro de 2013  | —                    | 20 de agosto de 2013    | 5 de fevereiro de 2013  | 30 de abril de 2014 |
| 8  | A Pequena Sereia               | 1989 | 1 de outubro de 2013    | 1 de outubro de 2013 | 3 de novembro de 2013   | 1 de outubro de 2013    | 1 de maio de 2017   |
| 9  | Mogli - O Menino Lobo          | 1967 | 11 de fevereiro de 2014 | —                    | 11 de fevereiro de 2014 | 11 de fevereiro de 2014 | 1 de maio de 2017   |
| 10 | A Bela Adormecida              | 1953 | 7 de outubro de 2014    | —                    | 7 de outubro de 2014    | 7 de outubro de 2014    | 1 de maio de 2017   |
| 11 | 101 Dálmatas                   | 1961 | 10 de fevereiro de 2015 | —                    | 24 de março de 2015     | 10 de fevereiro de 2015 | 1 de maio de 2017   |
| 12 | Aladdin                        | 1992 | 6 de outubro de 2015    | —                    | 12 de novembro de 2015  | 6 de outubro de 2015    | 1 de maio de 2017   |

#### Trilhas sonoras
A primeira trilha sonora a ser lançada no Brasil foi a de Branca de Neve e os Sete Anões. A trilha vinha junto com o pacote de DVD duplo. A Bela e a Fera foi a segunda trilha sonora de diamante lançada no Brasil, sendo disponível em lojas e para download digital. A terceira trilha sonora lançada no Brasil foi a de O Rei Leão, intitulada de Best of the Lion King (O Melhor do Rei Leão em PT-BR), o álbum vem com uma seleção das músicas dos filmes O Rei Leão, O Rei Leão 2: O Reino de Simba e O Rei Leão 3 - Hakuna Matata. Cinderela foi lançado em trilha sonora edição diamante, mas não chegou a ser vendida no Brasil. A quarta trilha sonora edição diamante lançada no Brasil foi a de A Pequena Sereia, que leva o título de The Little Mermaid Greatest Hits (A Pequena Sereia Greatest Hits na edição brasileira). O álbum foi lançado nas lojas e também para download digital. Algumas trilhas sonoras foram lançadas na série Songs & Story (Cante & Conte em português brasileiro). Um exemplo são as trilhas de Peter Pan e Mogli - O Menino Lobo que foram lançadas no mesmo dia do DVD. A série em CD Songs & Story acompanha quatro canções de seus respectivos filmes e uma faixa com a história narrada do filme.

## The Walt Disney Signature Collection
| # | Filme                          | Ano  | Blu-ray/DVD             | Download digital        | Fim das vendas |
| - | ------------------------------ | ---- | ----------------------- | ----------------------- | -------------- |
| 1 | Branca de Neve e os Sete Anões | 1937 | 2 de fevereiro de 2016  | 19 de janeiro de 2016   | ASA            |
| 2 | A Bela e a Fera                | 1991 | 20 de setembro de 2016  | 6 de setembro de 2016   | por anunciar   |
| 3 | Pinóquio                       | 1940 | 31 de janeiro de 2017   | 10 de janeiro de 2017   | por anunciar   |
| 4 | Bambi                          | 1942 | 6 de junho de 2017      | 23 de maio de 2017      | por anunciar   |
| 5 | O Rei Leão                     | 1994 | 29 de agosto de 2017    | 15 de agosto de 2017    | por anunciar   |
| 6 | A Dama e o Vagabundo           | 1955 | 27 de fevereiro de 2018 | 20 de fevereiro de 2018 | Por anunciar   |
|   | Peter Pan                      | 1953 | 24 de abril de 2018     | 24 de abril de 2018     | por anunciar   |